# Herbert Hennies
Ernst Hans Alex Herbert Hennies (* 18. Juli 1900 in Breslau, Provinz Schlesien; † 18. Juli 1979 in Altötting) war ein deutscher Schauspieler, Schriftsteller, Liedtexter und Hörspielsprecher.

## Leben
Der gebürtige Schlesier war über Jahrzehnte eng mit der Stadt Köln verbunden. Als Schauspieler trat er vorwiegend an Kölner Bühnen auf. Seit Ende der 1940er Jahre war er auch für das NWDR-Studio Köln und dessen Rechtsnachfolger, den WDR tätig. Als Sprecher war er in einigen Hauptrollen, meistens aber in Nebenrollen zu hören.
Seine bekannteste Rolle hatte er von 1951 bis 1962 unter Regisseur Eduard Hermann als Diener Charlie in neun der zwölf Mehrteiler um den Detektiv Paul Temple, die von dem britischen Schriftsteller Francis Durbridge stammten. Nur bei der Affäre Gregory und dem Fall Genf, hier wurde er von Eric Schildkraut vertreten, wirkte er nicht mit. In der letzten Produktion Paul Temple und der Fall Alex kam die Rolle des Charlie nicht vor. Zur Stammbesetzung der Hörspielreihe gehörten außerdem René Deltgen, Annemarie Cordes und Kurt Lieck. 1956 war Hennies in mehreren Folgen des zehnteiligen Hörspiels Winnetou nach Karl May zu hören. Unter der Regie von Kurt Meister waren unter anderem Hansjörg Felmy (Winnetou) und Kurt Lieck (Old Shatterhand) seine Partner. Als Meister zwei Jahre später einen weiteren Zehnteiler nach einer Karl-May-Vorlage produzierte (Old Surehand), war Hennies auch wieder dabei. Die Titelrolle spielte Heinz Klingenberg, Kurt Lieck sprach erneut Old Shatterhand und Werner Rundshagen verkörperte den Indianerhäuptling Winnetou.
Zudem war Hennies an verschiedenen Hörfunkproduktionen des Senders an maßgeblicher Stelle beteiligt, wie beispielsweise an Weißt du noch? Musikalische Erinnerungen (1955) und In hundert Jahren … Drei Grotesken nach den Ideen von Madeleine de Mont und Hans Dieter Wagner (1962). Aus seiner eigenen Feder stammten unter anderem Die vier Lichtlein des Herrn Sebastian. Eine Adventserzählung (1955) und Der weite Weg (1958). Zu den Werken, die er für den Funk bearbeitete, gehören die von Franz Marszalek dirigierten Operetten  Die Csárdásfürstin (1957), Die Rose von Stambul (1962), Der Vetter aus Dingsda  (1960) und Der Graf von Luxemburg (1963). Zu den kommerziellen Hörspielen, die er bearbeitete, gehörte auch Onkel Toms Hütte nach Harriet Beecher Stowe, Regie: Benno Schurr mit Kurt Ebbinghaus u. a., erschienen bei Ariola-Eurodisc in München (1972). Hennies verfasste auch selbst mehrere Hörspiele, wie Die Sternreiter oder Morgenröte und Abendröte. Auch als Synchronsprecher soll er immer mal wieder tätig gewesen sein.
Als Liedtexter verfasste er insgesamt 97 Schlager- und Chansontexte, wie Wir schreiben Romantik ganz groß (Musik von Olaf Bienert), Jimmy aus Kentucky und Lieb ich dich für die Paul Haletzki die Musik schrieb.
Vermutlich Ende der 1960er Jahre verlegte er seinen Wohnsitz nach Oberbayern, wo er mit seiner Ehefrau, Ilse Paula Klara Hennies, geb. Winter in der Bajuwarenstraße 9 in Winhöring, Landkreis Altötting lebte. Er starb an seinem 79. Geburtstag in Altötting.

## Filmografie
- 1958: Menschen im Werk (Drehbuchautor) – Regie: Gerhard Lamprecht

## Hörspiele

### Als Mitwirkender
- 1949: Der verkaufte Großvater (Ein Holsteiner) – Regie: Wilhelm Semmelroth
- 1949: Das vergessene Ich (Polizeirat) – Regie: Ludwig Cremer
- 1950: Lumpazivagabundus am Rhein – Regie: Wilhelm Semmelroth
- 1950: Ein Mensch namens Lehmann (Autor: Herbert Reinecker) – Regie: Wilhelm Semmelroth
- 1951: Zweimal Figaro (Willi) – Regie: Wilhelm Semmelroth
- 1951: Aus den Geheimakten von Scotland Yard (Waters, ein Polizist) – Regie: Eduard Hermann
- 1951: Ein kleines Lied (2. Ausrufer) – Regie: Wilhelm Semmelroth
- 1951: Der Krimkrieg fand trotzdem statt (Autor: Herbert Reinecker) – Regie: Wilhelm Semmelroth
- 1951: Paul Temple und der Fall Curzon (Charlie, Diener der Temples) – Regie: Eduard Hermann
- 1952: Der Liebestrank – Regie: Raoul Wolfgang Schnell
- 1952: Das Leben Harry Limes; 3. Folge: Picknick im Orient-Expreß (Autor: Orson Welles) – Regie: Raoul Wolfgang Schnell
- 1952: Jeden Morgen wird es morgen – Regie: Eduard Hermann
- 1952: Der Weg in die Hölle (Stewart) – Regie: Eduard Hermann
- 1952: Wehe dem, der nichts geleistet hat (Julius, ein Schreiberling) – Regie: Eduard Hermann
- 1952: Achtung, Selbstschuß! (Mann) – Regie: Raoul Wolfgang Schnell
- 1952: Der stärkste Mann der Welt (Herold) – Regie: Raoul Wolfgang Schnell
- 1952: Unsere Straße – Regie: Ulrich Erfurth
- 1952: Der gläserne Berg (Konrad der Knappe) – Regie: Kurt Meister
- 1953: Das Haus mit dem Cherub (Kleikamp) – Regie: Kurt Meister
- 1953: Die Nase (Autor: Nikolai Wassiljewitsch Gogol) – Regie: Raoul Wolfgang Schnell
- 1953: Der Menschenfeind (Basque, Diener bei Celimène) (Autor: Jean-Baptiste Molière) – Regie: Wilhelm Semmelroth
- 1953: Der Hammer – Regie: Wilhelm Semmelroth
- 1953: Neues aus Schilda; Folge: Das Fest der hohen Tiere (Franz) – Regie: Kurt Meister
- 1953: Paul Temple und der Fall Vandyke (Charlie, Diener der Temples) – Regie: Eduard Hermann
- 1954: Neues aus Schilda; Folge: Das dumme Gesicht – Regie: Raoul Wolfgang Schnell
- 1954: Gefundenes Geld – Regie: Eduard Hermann
- 1954: Paul Temple und der Fall Jonathan (Charlie, Diener der Temples) – Regie: Eduard Hermann
- 1954: Das große Wagnis (Panda, Boy im Dienste Tippu-Tips) – Regie: Kurt Meister
- 1954: Der Durchbruch (Steiger Wiemers) – Regie: Eduard Hermann
- 1954: Das bessere Leben – Regie: Wilhelm Semmelroth
- 1955: Ein Ding taucht auf – Regie: Eduard Hermann
- 1955: Neues aus Schilda; Folge: Die Mutter des Camembert – Regie: Raoul Wolfgang Schnell
- 1955: Der Schatz im Silbersee (Boyler) – Regie: Kurt Meister
- 1955: Pieter Trompieting oder Die Etikettenfrage (Heinrich) – Regie:  Raoul Wolfgang Schnell
- 1955: Neuer Vater gefällig? – Regie: Fritz Peter Vary
- 1955: Zirkus Nero – Regie: Ludwig Cremer
- 1955: Neues aus Schilda; Folge: Kein Respekt vor Hexen (Bote) – Regie: Friedhelm Ortmann
- 1955: Wir spielen König (Onkel Henry) – Regie: Friedhelm Ortmann
- 1955: Der Bürger als Edelmann (Lakai des Jourdain) (Autor: Jean-Baptiste Molière) – Regie: Wilhelm Semmelroth
- 1956: Paul Temple und der Fall Madison (Charlie, Diener der Temples) – Regie: Eduard Hermann
- 1956: Kellerassel (Angestellter) – Regie: Ludwig Cremer
- 1956: Winnetou (Dick Stone, Scout) – Regie: Kurt Meister
- 1956: Freiheit (Truthahn) – Regie: Kurt Meister
- 1956: Preciosa (Bedienter des Don Carcamo) – Regie: Friedhelm Ortmann
- 1956: Ich bin kein Casanova (Diener) – Regie: Wilhelm Semmelroth
- 1956: Die Gangster von Valence (Monsieur Lapin) – Regie: Wilhelm Semmelroth
- 1956: Die Tragödie auf der Jagd (Papagei Iwan Demjanytsch) (Autor: Anton Pawlowitsch Tschechow) – Regie: Eduard Hermann
- 1956: Livingstones letzte Reise; 8. Teil: Vom Bangweolo-See zur Westminsterabtei (Tschitambo, Negerhäuptling) – Regie: Heinz Dieter Köhler
- 1957: Paul Temple und der Fall Gilbert (Charlie, Diener der Temples) – Regie: Eduard Hermann
- 1957: Eine Spuknacht im afrikanischen Urwald (Ilunga, Veltens Diener) – Regie: Kurt Meister
- 1957: Es geschah in ... Flandern; Folge: Kleiner Grenzverkehr (Zweiter Polizeioffizier) – Regie: Otto Kurth
- 1957: Aus dem Leben David Copperfields (Händler) – Regie: Kurt Meister
- 1957: Don Pedro – Regie: Wilhelm Semmelroth
- 1958: Alexander in Athen – Regie: Raoul Wolfgang Schnell
- 1958: Es geschah in... Spanien Folge: Don Josés glückliche Hand – Regie: Raoul Wolfgang Schnell
- 1958: Es geschah in ... Grönland; Folge: Das Geschenk der Eskimos (Laafi, Eskimoführer im „Rat der Jäger“ in Thule) – Regie: Kurt Meister
- 1958: Stark wie der Tod (Autor: Guy de Maupassant) – Regie: Otto Kurth
- 1958: Der Mann von nebenan – Regie: Fritz Peter Vary
- 1958: Der Krieg mit den Molchen (Andrew Scheuchzer, genannt Andy) – Regie: Ludwig Cremer
- 1958: Eselei in Grömelskirchen (auch Hörspielbearbeitung) – Regie: Hermann Pfeiffer
- 1958: Old Surehand (Hawley) – Regie: Kurt Meister
- 1958: Geschichten vom Kater Musch: Musch läuft davon (Autor: Ellis Kaut) – Regie: Fritz Peter Vary

- 1958: Paul Temple und der Fall Lawrence (Charlie, Diener der Temples) – Regie: Eduard Hermann
- 1959: Der fussige Schnäuzer (Schutzmann Lehmann) – Regie: Fritz Peter Vary
- 1959: Es geschah in... Pommern; Folge: Wenn einer eine Reise tut (Lissau) – Regie: Hermann Pfeiffer
- 1959: Es geschah in... Südamerika; Folge: Glück unter Verschluß – Regie: Hermann Pfeiffer
- 1959: Es geschah in ... USA; Folge: Selbst ist der Mann – Regie: Hermann Pfeiffer
- 1959: Es geschah in ... Spanien; Folge: Die weiße Handtasche (Ladenbesitzer) – Regie: Friedhelm Ortmann
- 1959: De gäl Färv (Et Lora vun der al Wollongs) – Regie: Fritz Peter Vary
- 1959: Abraham Lincoln – Der letzte Tag (Herndon) – Regie: Hans Dieter Schwarze
- 1959: Paul Temple und der Fall Spencer (Charlie, Diener der Temples) – Regie: Eduard Hermann
- 1960: Die Galoschen des Unglücks (Gast) – Regie: Raoul Wolfgang Schnell
- 1960: Projekt „Schwarze Witwe“ – Regie: Friedhelm Ortmann
- 1960: Die Kleinstädterin (Lakai des Grafen) (Autor: Iwan Sergejewitsch Turgenew) – Regie: Hermann Pfeiffer
- 1960: Augustule, der Traumdiener – Regie: Friedhelm Ortmann
- 1961: Paul Temple und der Fall Conrad (Charlie, Diener der Temples) – Regie: Eduard Hermann
- 1961: Es geschah in ... England; Folge: Noblesse oblige (Gespenst) – Regie: Raoul Wolfgang Schnell
- 1962: Ein Leben mit Tieren: Carl Hagenbeck (1) (Ein Papagei) – Regie: Wolfram Rosemann
- 1962: Paul Temple und der Fall Margo (Charlie, Diener der Temples) – Regie: Eduard Hermann
- 1963: Simplicius Simplicissimus Teutsch. Beschreibung des Lebens eines seltsamen Vaganten, genannt Melchior Sternfels von Fuchshaim (Ein Schneider) – Regie: Ludwig Cremer
- 1966: Heimgefunge (Der Schneider Lehmann) – Regie: Heinz Dieter Köhler

### Als Autor und Bearbeiter
- 1958: Der weite Weg. Funkspiel nach einer wahren Geschichte (2 Teile) (auch Sprecher) – Regie: Fritz Peter Vary (WDR)
- 1958: Stille Nacht – Heilige Nacht – Regie: Julius Albert Flach, Frank Scharf (Kinderhörspiel – SWF)
- 1959: Maxi (Mehrteiler) – Regie: Fritz Peter Vary (WDR)
- 1959: Der Mann im Mond (auch Sprecher) – Regie: Hermann Pfeiffer (WDR)
- 1962: Das Dschungelbuch. Bearbeitung der Vorlage von Rudyard Kipling – Regie: Lothar Schluck (SWF)